# Cynometra travancorica
Cynometra travancorica là một loài rau đậu thuộc họ Fabaceae.
Loài này chỉ có ở Ấn Độ.
Chúng hiện đang bị đe dọa vì mất môi trường sống.